# Tauchseil

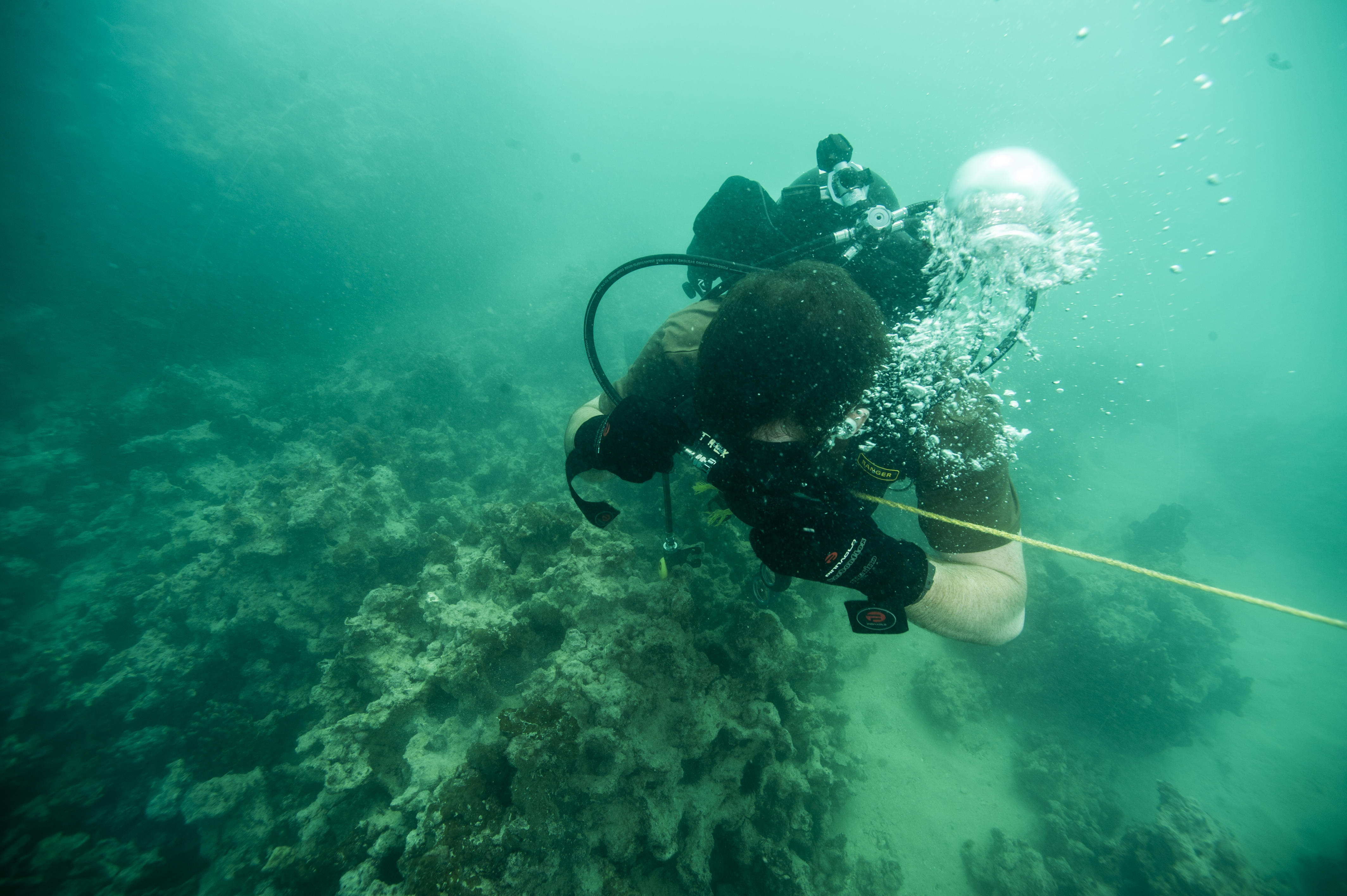
Taucher mit Tauchseil

Ein Tauchseil oder Tauchleine ist ein Seil, das als Hilfsmittel beim Tauchen eingesetzt wird. Das Seil dient vor allem der Tauchsicherheit, beispielsweise als Ariadnefaden, um beim Höhlentauchen den Rückweg wiederzufinden. Beim Eistauchen und Apnoetauchen wird oft ein Führungsseil entlang der geplanten Tauchroute verwendet, mit dem sich der Taucher zusätzlich durch eine Sicherungsleine verbinden kann. Bei schlechten Sichtverhältnissen kann eine Partnerleine verwendet werden, um den Kontakt zum Tauchpartner nicht zu verlieren. Auch zur Befestigung von Signalbojen werden Seile eingesetzt. Beim Strömungstauchen im Wildwasser können Sicherungsleinen über oder im Wasser sinnvoll sein.
Beim Mitführen eines Seils als Teil der Tauchausrüstung wird es auf eine Spule aufgewickelt. Gelegentlich wird zwischen Rollen mit Kurbel (reel), die wie eine Seilwinde eingesetzt werden können, und einfachen Spulen (spool) unterschieden.